# Sant Miquel de Trulls
Sant Miquel de Trulls és una església romànica de Viver, situada al costat de la casa de Trulls, al municipi de Viver i Serrateix (Berguedà), inclosa en l'Inventari del Patrimoni Arquitectònic Català.

## Descripció
Església romànica d'una sola nau molt modificada i adossada a la casa de Trulls. A migdia es conserva una porta adovellada d'arc de mig punt que fou refeta al final del segle xv i posteriorment tapiada.
Encara es poden veure els fonaments de l'absis original. La porta actual és al mur de llevant i és una obra posterior a la construcció romànica, així com l'òcul de considerables proporcions. Actualment sense culte.

## Història
El lloc de Trulls és documentat des del segle x, i el mas des de finals del segle xi. L'església romànica es va edificar al segle xii, i va ser modificada al XVIII. L'actual masia es va construir al XVII adossada als murs de l'església romànica. Al seu entorn es van trobar restes d'època iberoromana, cosa que indicaria que el lloc devia estar habitat des d'aquesta època.
L'església de Sant Miquel de Trulls surt esmentada l'any 1187. Havia estat sufragània de l'església de Sant Miquel de Viver i tenia cementiri. Al voltant de les restes existents de Sant Miquel de Trulls hi ha indicis de construccions d'aquest hipotètic cementiri o de trulls d'oli, dels quals fa referència el topònim. Al segle xv l'església fou molt modificada obrint una porta i escurçant la nau pel costat de ponent.